# Ivan Dychko
Ivan Dychko est un boxeur kazakh né le 11 août 1990 à Roudny (Kazakhstan).

## Carrière
Médaillé de bronze aux Jeux olympiques de Londres en 2012, sa carrière amateur est également marquée par une médaille de bronze aux championnats du monde de Bakou en 2011 dans la catégorie super-lourds.

### Jeux olympiques
- Médaille de bronze en +91 kg aux Jeux de 2012 à Londres, Angleterre
- Médaille de bronze en +91 kg aux Jeux de 2016 à Rio de Janeiro, Brésil

### Championnats du monde de boxe amateur
- Médaille de bronze en +91 kg en 2011 à Bakou, Azerbaïdjan

## Référence
1. ↑  « Ivan Dychko » (consulté le 28 avril 2017)
2. ↑  (en) Résultats des championnats du monde 2011 (amateur-boxing.strefa.pl)